# Тулані Малінга
Тулані Малінга (англ. Thulani Malinga; 11 грудня 1955, Ладісміт) — південноафриканський професійний боксер, чемпіон світу за версіями WBC (1996, 1997—1998) і WBF (1998—1999) у другій середній вазі.

## Професіональна кар'єра
Тулані Малінга розпочав свою професійну кар'єру 1981 року, завоювавши кілька регіональних титулів у середній вазі.
27 січня 1989 року вийшов на бій за титул чемпіона світу за версією IBF у другій середній вазі проти непереможеного володаря титулу Граціано Роккіджані (Німеччина) і програв одностайним рішенням суддів.
15 грудня 1990 року вийшов на бій знов за титул чемпіона світу за версією IBF у другій середній вазі проти Лінделла Голмса (США) і знов програв рішенням суддів.
1 лютого 1992 року зустрівся в бою з чемпіоном світу WBO у другій середній вазі Крісом Юбенком (Велика Британія) і знов програв рішенням суддів.
23 травня 1992 року програв за очками Найджелу Бенну (Велика Британія). 2 березня 1996 року зустрівся вдруге з Найджелом Бенном, який на той час був вже чемпіоном світу за версією WBC. Поєдинок завершився перемогою Малінги розділеним рішенням суддів, тож він став новим чемпіоном. Та вже в наступному бою програв розділеним рішенням італійцю Вінченцо Нардієлло, який теж втратив титул, програвши в першому захисті Робіну Рейду (Велика Британія). 19 грудня 1997 року Малінга вдруге завоював титул, здобувши перемогу над Робіном Рейдом одностайним рішенням суддів, і втратив його, програвши за очками у наступному бою Річі Вудхоллу (Велика Британія).